# ЈУНИР
ЈУНИР (скраћеница од Југословенско удружење за научно истраживање религије) је стручна и научна асоцијација за проучавање религијског феномена. Удружење је формирано 1993. године у Нишу. Оснивач удружења био је Драгољуб Ђорђевић, професор социологије на Универзитету у Нишу.